# McCain Foods
McCain Foods Limited er en canadisk multinational producent af frosne fødevarer. Den blev etableret i 1957 i Florenceville, New Brunswick. De har 22.000 ansatte og en årsomsætning på ca. 7 mia. amerikanske dollar.
Det er verdens største producent af frosne kartoffelprodukter og pommes frites, men de producerer også frosne grøntsager, desserter og frosne måltider.